# Odyssey Sims
Odyssey Celeste Sims (Irving, 13 luglio 1992) è una cestista statunitense, professionista nella WNBA.

## Carriera
È stata selezionata dalle Tulsa Shock al primo giro del Draft WNBA 2014 con la 2ª chiamata assoluta.

## Palmarès
- Campionessa NCAA (2012)
- Frances Pomeroy Naismith Award (2014)
- Wade Trophy (2014)
- Nancy Lieberman Award (2014)
- All-WNBA Second Team (2019)
- WNBA All-Rookie First Team (2014)